# Humberto e Ronaldo
Humberto e Ronaldo (stylisé Humberto & Ronaldo) est un duo brésilien de sertanejo, originaire de Goiânia, dans l'État de Goiás. Il est composé d'Umberto Aparecido Teixeira Junior (Humberto) et de Marcelo Alves de Amorim (Ronaldo).

## Histoire
Le duo se forme le 25 mars 2008 à Goiânia, dans l'État de Goiás. Cette année-là, ils sortent leur premier album, intitulé Humberto e Ronaldo - Ao Vivo, à partir duquel ils donnent des concerts dans tout l'État de Goiás et dans d'autres États brésiliens. 
En 2010, le morceau Tô Vendendo Beijo, composé par le duo, fait partie de la bande-son du feuilleton Araguaia, diffusé par Rede Globo. Le 1er mars 2011, le duo enregistre son deuxième album, le CD/DVD Romance - Ao Vivo, avec la participation de Jorge e Mateus, Bruno e Marrone et Gusttavo Lima. En 2019, ils sortent les morceaux Volta Pro Seu Nego, Cancela a Zona et Tchau Obrigado.

## Discographie
- 2009 : Humberto e Ronaldo - Ao Vivo
- 2011 : Romance - Ao Vivo
- 2012 : Eu Vou Contar Procêis
- 2013 : Hoje Sonhei com Você
- 2014 : Canto, Bebo e Choro
- 2016 : Playlist
- 2018 : Saideira dos 10 Anos
- 2019 : Copo Sujo
- 2020 : Copo Sujo 2